# Distretto di Kolno
Il distretto di Kolno (in polacco powiat kolneński) è un distretto polacco appartenente al voivodato della Podlachia.

## Geografia antropica

### Suddivisioni amministrative
Il distretto comprende 6 comuni.
- Comuni urbani: Kolno
- Comuni urbano-rurali: Stawiski
- Comuni rurali: Grabowo, Kolno, Mały Płock, Turośl